# Boogschieten op de Olympische Zomerspelen 2016
Boogschieten is een van de sporten die beoefend werden op de Olympische Zomerspelen 2016 in Rio de Janeiro, Brazilië. De wedstrijden werden gehouden van 6 tot en met 12 augustus in het Sambódromo da Marquês de Sapucaí.
Het programma, dat identiek was aan dat van de Spelen van 2012, bestond uit twee individuele competities (mannen en vrouwen) en twee teamcompetities (mannen en vrouwen, elk bestaand uit drie leden). Zowel de mannen als vrouwen hadden hetzelfde doel en dezelfde schootafstand tot het doel, namelijk 70 meter van het doel dat een diameter van 1,22 m had. Er werd alleen met de recurveboog geschoten.

## Kwalificatie
Er namen 128 atleten deel aan de wedstrijden, 64 mannen en 64 vrouwen. Elk Nationaal Olympisch Comité (NOC) kreeg maximaal drie startplaatsen. In de kwalificatiefase verdienden de boogschutters startplaatsen voor hun NOC. Later besloot het NOC welke schutters, die de MQS (Minimum Qualification Score) hadden bereikt, werden afgevaardigd. De MQS was bij de mannen 630 (70 meter ronde) en bij de vrouwen 600 (70 meter ronde). De MQS moest worden behaald in de periode van 26 juli 2015 tot 11 juli 2016.
De kwalificatiefase begon in juli 2015, op de wereldkampioenschappen in Kopenhagen en de procedure voor mannen en vrouwen was gelijk. De beste acht landen (naast gastland Brazilië) op het teamonderdeel verdienden daar elk drie startplaatsen. Daarnaast verdienden de beste acht individuele schutters van de landen die nog geen startplaats via de landenwedstrijd hadden verkregen, een startplaats (maximaal één per land). Op de continentale kwalificaties verdienden de beste individuele boogschutters van landen zonder startplaats één startplaats voor hun land; in Azie, Europa en Noord-, Midden- en Zuid-Amerika ging het om drie startplaatsen, in Afrika en Oceanië om twee. Vervolgens werd er nog een mondiaal toernooi gehouden voor de landen die via het WK in Kopenhagen zich niet als team wisten te kwalificeren. De drie beste landen vulden zo hun aantal startplaatsen aan tot drie. Ten slotte was er nog een mondiaal individueel kwalificatietoernooi waar ten minste vier startplaatsen waren te verdienen voor landen die nog geen enkele startplaats wisten te verdienen. Gastland Brazilië kreeg drie startplaatsen, mits het ten minste drie deelnemers had bij het WK in Kopenhagen.
De olympische tripartitecommissie nodigde tot slot maximaal drie mannen en drie vrouwen uit kleinere landen uit. Zij dienden wel aan de MQS te voldoen.

## Programma
| Datum                      | Starttijd | Eindtijd | Onderdeel           | Ronde                   |
| -------------------------- | --------- | -------- | ------------------- | ----------------------- |
| vrijdag 5 augustus 2016    | 14:00     | 20:00    | Mannen individueel  | Plaatsingsronde         |
| vrijdag 5 augustus 2016    | 14:00     | 20:00    | Vrouwen individueel | Plaatsingsronde         |
| zaterdag 6 augustus 2016   | 14:00     | 22:45    | Mannen team         | Finales                 |
| zondag 7 augustus 2016     | 14:00     | 22:45    | Vrouwen team        | Finales                 |
| maandag 8 augustus 2016    | 14:00     | 22:45    | Mannen individueel  | 1/32 & 1/16 Finales (1) |
| maandag 8 augustus 2016    | 14:00     | 22:45    | Vrouwen individueel | 1/32 & 1/16 finales (1) |
| dinsdag 9 augustus 2016    | 14:00     | 22:45    | Mannen individueel  | 1/32 & 1/16 finales (2) |
| dinsdag 9 augustus 2016    | 14:00     | 22:45    | Vrouwen individueel | 1/32 & 1/16 finales (2) |
| woensdag 10 augustus 2016  | 14:00     | 24:00    | Mannen individueel  | 1/32 & 1/16 finales (3) |
| woensdag 10 augustus 2016  | 14:00     | 24:00    | Vrouwen individueel | 1/32 & 1/16 finales (3) |
| donderdag 11 augustus 2016 | 14:00     | 22:10    | Vrouwen individueel | Finales                 |
| vrijdag 12 augustus 2016   | 14:00     | 22:10    | Mannen individueel  | Finales                 |

## Medailles

### Mannen
| Onderdeel   | Goud | Goud                                  | Zilver | Zilver                                   | Brons | Brons                              |
| ----------- | ---- | ------------------------------------- | ------ | ---------------------------------------- | ----- | ---------------------------------- |
| Individueel | KOR  | Ku Bon-chan                           | FRA    | Jean-Charles Valladont                   | USA   | Brady Ellison                      |
| Team        | KOR  | Kim Woo-jin Ku Bon-chan Lee Seung-yun | USA    | Brady Ellison Zach Garrett Jake Kaminski | AUS   | Alec Potts Ryan Tyack Taylor Worth |

### Vrouwen
| Onderdeel   | Goud | Goud                                | Zilver | Zilver                                               | Brons | Brons                                   |
| ----------- | ---- | ----------------------------------- | ------ | ---------------------------------------------------- | ----- | --------------------------------------- |
| Individueel | KOR  | Chang Hye-jin                       | GER    | Lisa Unruh                                           | KOR   | Ki Bo-bae                               |
| Team        | KOR  | Chang Hye-jin Choi Mi-sun Ki Bo-bae | RUS    | Toejana Dasjidorzhijeva Ksenia Perova Inna Stepanova | TPE   | Le Chien-ying Lin Shih-chia Tan Ya-ting |

### Medaillespiegel
| Plaats | Land             | NOC    | Goud | Zilver | Brons | Totaal |
| ------ | ---------------- | ------ | ---- | ------ | ----- | ------ |
| 1      | Zuid-Korea       | KOR    | 4    | 0      | 1     | 5      |
| 2      | Verenigde Staten | USA    | 0    | 1      | 1     | 2      |
| 3      | Frankrijk        | FRA    | 0    | 1      | 0     | 1      |
| 3      | Duitsland        | GER    | 0    | 1      | 0     | 1      |
| 3      | Rusland          | RUS    | 0    | 1      | 0     | 1      |
| 6      | Australië        | AUS    | 0    | 0      | 1     | 1      |
| 6      | Chinees Taipei   | TPE    | 0    | 0      | 1     | 1      |
| Totaal | Totaal           | Totaal | 4    | 4      | 4     | 12     |